# Sofiya Pryshchepa
Sofiya Pryshchepa (en ukrainien : Софія Прищепа), née le 24 décembre 1984, est une coureuse cycliste ukrainienne, spécialiste de la piste.

## Biographie
En 2001, Sofiya Pryshchepa se classe sixième du tournoi de vitesse des mondiaux juniors (moins de 19 ans). Toujours chez les juniors, elle décroche trois médailles aux championnats d'Europe de 2002, dont le titre en poursuite.
Lors de la Coupe du monde sur piste de 2003, elle obtient deux podiums en vitesse par équipes avec Irina Yanovich et Lyudmyla Vypyraylo.
En 2004, elle est sélectionnée pour participer aux championnats du monde de Melbourne. Elle se classe 19e de la poursuite.

## Palmarès

### Championnats du monde
- Trexlertown 2001 (juniors)
  - 6e de la vitesse juniors
- Melbourne 2004
  - 19e de la poursuite

### Coupe du monde
- 2003
  - 2e de la vitesse par équipes à Moscou
  - 3e de la vitesse par équipes à Sydney

### Championnats d'Europe
| Épreuve / Édition      | 500 mètres | Vitesse individuelle | Poursuite individuelle | Scratch |
| Büttgen 2002 (juniors) | Bronze     | Argent               | Or                     |         |
| Moscou 2003 (espoirs)  |            |                      | 4e                     | Argent  |